# ادیسن تیملین
اَدیسـِن جین تیملین (انگلیسی: Addison Jayne Timlin؛ زادهٔ ۲۹ ژوئن ۱۹۹۱) یک مانکن و هنرپیشه اهل ایالات متحده آمریکا است. وی از سال ۲۰۰۵ میلادی تاکنون مشغول فعالیت بوده‌است.
از فیلم‌ها یا مجموعه‌های تلویزیونی که وی در آن‌ها نقش داشته است می‌توان به قانون و نظم، خرابکاری، مزمن شهری، توماس عجیب، تسلیم و کالیفرنیکیشن اشاره نمود.